# Hughie Thomasson
Hugh Edward "Hughie" Thomasson, Jr., född 13 augusti 1952 i Tampa, Florida, död 9 september 2007 i Brooksville, Florida, var en amerikansk gitarrist och sångare mest känd för sin medverkan i Outlaws och Lynyrd Skynyrd.
Thomasson skrev många av låtarna till Outlaws, bland andra "Hurry Sundown", "There Goes Another Love Song" samt "Green Grass and High Tides". Efter upplösningen av Outlaws gick Thomasson över till Lynyrd Skynyrd som gitarrist och låtskrivare  där han slutade spela år 2005 för att återförena Outlaws. 
Thomasson avled 2007 i sitt hem av en hjärtattack i sömnen. 

## Diskografi
Album med Outlaws
- 1975 – Outlaws
- 1976 – Lady in Waiting
- 1977 – Hurry Sundown
- 1978 – Bring It Back Alive
- 1978 – Playin' to Win
- 1979 – In the Eye of the Storm
- 1980 – Ghost Riders
- 1982 – Los Hombres Malo
- 1986 – Soldiers of Fortune
- 1993 – Hittin' the Road
- 1994 – Diablo Canyon

Album med Lynyrd Skynyrd
- 1997 – Twenty
- 1997 – Lyve from Steel Town
- 1999 – Edge of Forever
- 2000 – Christmas Time Again
- 2003 – Vicious Cycle
- 2003 – Lynyrd Skynyrd Lyve: The Vicious Cycle Tour